# Sztuka wirtualna
Sztuka wirtualna (ang. virtual art) – jest określeniem wirtualizacji sztuki, stworzonym za pomocą mediów technicznych opracowanych pod koniec lat osiemdziesiątych XX wieku (w niektórych przypadkach nieco wcześniej).
Należą do nich panele sterownicze (ang. Human Machine Interface – HMI), takie jak stereoskopowe okulary i ekrany, obrazy i rzeźby cyfrowe (ang. digital painting), generatory dźwięku trójwymiarowego, rękawice przewodowe (ang. data glove, wired glove), czujniki położenia, systemy dotykowe i systemy sprzężenia zwrotnego itp. Ponieważ sztuka wirtualna obejmuje szeroki wachlarz mediów cyfrowych, używa się jej jako ogólnego terminu. Zdaniem Franka Poppera, znaczna część sztuki współczesnej została zwirtualizowana.

## Historia
Sztuka wirtualna zaczęła się rozwijać w latach 90. XX wieku, kiedy do twórczości artystycznej zaczęto stosować narzędzia cyfrowe, wykorzystując także Internet i holografię.
Pierwszą instalację rzeczywistości wirtualnej pt. Tunnel Under the Atlantic wykonał w 1995 roku Maurice Benayoun. Ta przełomowa instalacja telewizyjna stworzyła połączenie między Musée des Beaux-Arts de Montréal a Centre Georges Pompidou. Na zewnątrz znajdowała się metalowa rurka, która wyglądała, jakby była wkopana w ziemię. Pomiędzy dwiema rurami znajdował się wirtualny tunel wypełniony rozpoznawalnymi obrazami charakterystycznymi dla obu kultur utrzymujących się w powietrzu. Podczas podróży przez tunel uczestnicy mogli rozmawiać z rówieśnikami z drugiej strony rury, a nawet spotkać się z nimi w wirtualnej rzeczywistości. W tym samym roku kanadyjska artystka Char Davies stworzyła rzeczywistość wirtualną zatytułowaną Osmose. Była to instalacja VR, która „zawiera grafikę komputerową 3D i interaktywny dźwięk, zamontowany na głowie wyświetlacz oraz śledzenie ruchu w czasie rzeczywistym, opartym na oddychaniu i równowadze”. Po założeniu gogli VR i kamizelki uczestnicy zostali zabrani do jednego z wielu wirtualnych środowisk inspirowanych naturą, w tym do lasu, nieba, stawu czy podziemia. Większość uczestników opisała to doświadczenie jako głęboko intensywne, twierdząc, że „odkryli na nowo aspekt siebie, o którym zapomnieli”.
Pierwsza fala sztuki VR przyszła natychmiast i zyskała natychmiastową uwagę.

## Definicja
Jest to forma oparta na połączeniu sztuki i technologii, a zatem zawiera wszystkie poprzednie media jako podzbiory. Sztuka wirtualna może składać się z rzeczywistości wirtualnej, rzeczywistości rozszerzonej lub rzeczywistości mieszanej, można ją zobaczyć w innych aspektach produkcji, takich jak gry wideo i filmy.
Frank Popper w książce From Technological to Virtual Art śledzi rozwój „wciągniętej”, interaktywnej sztuki nowych mediów od jej historycznych poprzedników poprzez dzisiejszą sztukę cyfrową, sztukę komputerową, sztukę cybernetyczną, multimedia i sztukę internetową. Popper pokazuje, że współczesna sztuka wirtualna jest dalszym udoskonaleniem sztuki technologicznej z końca XX wieku, ale również pewnym odejściem od niej. Nowością
w nowej sztuce medialnej jest, jak twierdzi, humanizacja technologii, nacisk na interaktywność, filozoficzne badanie rzeczywistości i wirtualności oraz multisensoryczna natura. Twierdzi ponadto, że tym, co wyróżnia artystów praktykujących sztukę wirtualną od tradycyjnych artystów, jest ich zaangażowanie zarówno w estetykę, jak i technologię. Ich „pozaartystyczne” cele – związane z ich intencjami estetycznymi – dotyczą nie tylko nauki i społeczeństwa, ale także podstawowych potrzeb i dążeń ludzkich.
Aby wyjaśnić i zilustrować pojawienie się techno-estetyki, Popper podkreśla panoramiczny i wielopokoleniowy zasięg sztuki wirtualnej. Uważa, że otwartość sztuki wirtualnej podkreślana jest zarówno z punktu widzenia artystów oraz ich kreatywności, jak i kreatywności użytkowników w ich odwzajemnionych myślach i działaniach. Zaangażowanie w tętniącą otwartością sztukę wirtualną można prześledzić w teoriach Umberto Eco i innych estetyków.
Wirtualną sztukę można oglądać w takich światach jak Second Life oraz w wirtualnym środowisku Inworldz, w których wszystko jest możliwe dla użytkownika, który jest reprezentowany przez awatara. W wirtualnym świecie umiejętności awatara wahają się od zwykłego chodzenia po latanie. Środowisko i sceneria takich środowisk jest podobna do prawdziwego świata, z tym że może być zmieniona przez użytkownika. Użytkownik nie jest związany fizyką z jaką ma do czynienia w prawdziwym świecie.
W 2002 roku duet Langlands i Bell zorganizowali wirtualną rzeczywistość po kryjówce Osamy Bin Ladena w Afganistanie, a publiczność została zaproszona do poruszania się po budynku za pomocą joysticka. Wraz z wprowadzeniem Second Life w Internecie artyści instalują galerie i wystawiają wirtualne wystawy w alternatywnym wirtualnym świecie. Holenderska drużyna Art Tower wystawia wystawy i sprzedaje dzieła sztuki w Second Life, a Cao Fei, która reprezentowała Chiny na Biennale Sztuki w Wenecji w 2007 roku, odtworzyła swoją wystawę w chińskim pawilonie w Second Life.
Sztuka wirtualna składa się z wielu programów komputerowych i nie ma granic, dlatego wykorzystuje animacje, filmy, gry komputerowe itp. Ponieważ staje się coraz bardziej popularny i ważny, powoduje, że ludzie mogą żyć innym życiem wirtualnym. Dzięki postępowi w technologii sztuka wirtualna szybko się przekształciła i przekształciła z prostych reprezentacji 8-bitowych w skomplikowane modele 3D.

## Przykładowi artyści
- Langlands & Bell
- Mirosław Rogala
- Tamás Waliczky
- Brody Condon
- Stelarc
- G.H. Hovagimyan
- Maurice Benayoun
- Char Davies
- Jodi
- Orlan